# Stellariopsis songini
Stellariopsis songini är en insektsart. Stellariopsis songini ingår i släktet Stellariopsis och familjen långrörsbladlöss. Inga underarter finns listade i Catalogue of Life.